# Élections municipales santoméennes de 2018
Des élections municipales se déroulent à Sao Tomé-et-Principe le 7 octobre 2018, afin de désigner les élus des Conseils des districts.
Elles se déroulent en même temps que les élections législatives et régionales.

## Résultats nationaux
| Parti                     | Parti                                                                                        | Voix   | %     | Sièges | +/-           | Maires | +/-           |
| ------------------------- | -------------------------------------------------------------------------------------------- | ------ | ----- | ------ | ------------- | ------ | ------------- |
|                           | Action démocratique indépendante (ADI)                                                       | 29 198 | 41,18 | 30     | 3             | 1      | 4             |
|                           | Mouvement pour la libération de Sao Tomé-et-Principe – Parti social-démocrate (MLSTP-PSD)    | 23 085 | 32,56 | 21     | 5             | 4      | 3             |
|                           | Coalition PCD-MDFM-UDD - Parti de convergence démocratique (PCD) - Union MDFM-UDD (MDFM-UDD) | 9 626  | 13,58 | 4      | en stagnation | 1      | 1             |
|                           | Citoyens indépendants pour le développement de Sao Tomé-et-Principe                          | 6 598  | 9,31  | 5      | Nv.           | 0      | Nv.           |
|                           | Parti Force du peuple de Sao Tomé-et-Principe                                                | 1 289  | 1,82  | 0      | Nv.           | 0      | Nv.           |
|                           | Mouvement social-démocrate – Parti vert de Sao Tomé-et-Principe                              | 1 104  | 1,56  | 0      | Nv.           | 0      | Nv.           |
|                           |                                                                                              |        |       |        |               |        |               |
| Suffrages exprimés        |                                                                                              |        |       |        |               |        |               |
| Votes blancs et invalides |                                                                                              |        |       |        |               |        |               |
| Total                     | Total                                                                                        | 70 900 | 100   | 63     | 9             | 6      | en stagnation |
| Abstentions               |                                                                                              |        |       |        |               |        |               |
| Inscrits / participation  |                                                                                              |        |       |        |               |        |               |

## Maires
| Date de l'élection | District    | Maire sortant                 | Parti | Parti     | Maire élu             | Parti | Parti        |
| ------------------ | ----------- | ----------------------------- | ----- | --------- | --------------------- | ----- | ------------ |
| 14 novembre 2018   | Água Grande | Ekeneide dos Santos           |       | ADI       | José Maria da Fonseca |       | MLSTP-PSD    |
| 14 novembre 2018   | Cantagalo   | Paulo « Bacuda » de Carvalho, |       | ADI       | Aleixo Pires          |       | MLSTP-PSD    |
| 14 novembre 2018   | Caué        |                               |       | MLSTP-PSD | Firmino Joã           |       | PCD-MDFM-UDD |
| 14 novembre 2018   | Lobata,     | Policarpo Freitas             |       | ADI       | Arlindo Gué           |       | MLSTP-PSD    |
| 14 novembre 2018   | Lembá       |                               |       | ADI       | Albertino Barros      |       | MLSTP-PSD    |
| novembre 2018      | Mé-Zóchi    |                               |       | ADI       |                       |       | ADI          |

## Résultats par districts
| Parti                     | Parti                                                           | Voix   | %     | Sièges | +/-           |
| ------------------------- | --------------------------------------------------------------- | ------ | ----- | ------ | ------------- |
|                           | MLSTP-PSD                                                       | 12 494 | 43,92 | 7      | 4             |
|                           | Action démocratique indépendante (ADI)                          | 11 761 | 41,31 | 4      | 4             |
|                           | PCD-MDFM-UDD                                                    | 2 734  | 9,61  | 0      | en stagnation |
|                           | Mouvement social-démocrate – Parti vert de Sao Tomé-et-Principe | 313    | 1,10  | 0      | Nv.           |
|                           | Parti Force du peuple de Sao Tomé-et-Principe                   | 259    | 0,91  | 0      | Nv.           |
|                           |                                                                 |        |       |        |               |
| Suffrages exprimés        |                                                                 |        |       |        |               |
| Votes blancs et invalides |                                                                 |        |       |        |               |
| Total                     | Total                                                           |        | 100   | 11     | en stagnation |
| Abstentions               |                                                                 |        |       |        |               |
| Inscrits / participation  |                                                                 |        |       |        |               |

| Parti                     | Parti                                         | Voix  | %     | Sièges | +/-           |
| ------------------------- | --------------------------------------------- | ----- | ----- | ------ | ------------- |
|                           | MLSTP-PSD                                     | 3 560 | 44,54 | 6      | 3             |
|                           | Action démocratique indépendante (ADI)        | 3 103 | 38,83 | 3      | 2             |
|                           | PCD-MDFM-UDD                                  | 905   | 11,32 | 0      | 1             |
|                           | Parti Force du peuple de Sao Tomé-et-Principe | 73    | 0,91  | 0      | Nv.           |
|                           |                                               |       |       |        |               |
| Suffrages exprimés        |                                               |       |       |        |               |
| Votes blancs et invalides |                                               |       |       |        |               |
| Total                     | Total                                         |       | 100   | 9      | en stagnation |
| Abstentions               |                                               |       |       |        |               |
| Inscrits / participation  |                                               |       |       |        |               |

| Parti                     | Parti                                         | Voix  | %     | Sièges | +/-           |
| ------------------------- | --------------------------------------------- | ----- | ----- | ------ | ------------- |
|                           | Action démocratique indépendante (ADI)        | 1 040 | 31,64 | 3      | 1             |
|                           | PCD-MDFM-UDD                                  | 896   | 27,26 | 2      | 1             |
|                           | MLSTP-PSD                                     | 787   | 23,94 | 2      | 2             |
|                           | Parti Force du peuple de Sao Tomé-et-Principe | 270   | 8,21  | 0      | Nv.           |
|                           |                                               |       |       |        |               |
| Suffrages exprimés        |                                               |       |       |        |               |
| Votes blancs et invalides |                                               |       |       |        |               |
| Total                     | Total                                         |       | 100   | 7      | en stagnation |
| Abstentions               |                                               |       |       |        |               |
| Inscrits / participation  |                                               |       |       |        |               |

| Parti                     | Parti                                  | Voix  | %     | Sièges | +/-           |
| ------------------------- | -------------------------------------- | ----- | ----- | ------ | ------------- |
|                           | MLSTP-PSD                              | 2 802 | 42,79 | 5      | 3             |
|                           | Action démocratique indépendante (ADI) | 2 071 | 31,62 | 10     | 6             |
|                           | PCD-MDFM-UDD                           | 1 282 | 19,58 | 1      | en stagnation |
|                           |                                        |       |       |        |               |
| Suffrages exprimés        |                                        |       |       |        |               |
| Votes blancs et invalides |                                        |       |       |        |               |
| Total                     | Total                                  |       | 100   | 16     | 9             |
| Abstentions               |                                        |       |       |        |               |
| Inscrits / participation  |                                        |       |       |        |               |

| Parti                     | Parti                                         | Voix   | %     | Sièges | +/-           |
| ------------------------- | --------------------------------------------- | ------ | ----- | ------ | ------------- |
|                           | MLSTP-PSD                                     | 3 440  | 39,75 | 4      | en stagnation |
|                           | Action démocratique indépendante (ADI)        | 3 184  | 36,79 | 4      | en stagnation |
|                           | PCD-MDFM-UDD                                  | 11 663 | 19,21 | 1      | en stagnation |
|                           | Parti Force du peuple de Sao Tomé-et-Principe | 110    | 1,27  | 0      | Nv.           |
|                           |                                               |        |       |        |               |
| Suffrages exprimés        |                                               |        |       |        |               |
| Votes blancs et invalides |                                               |        |       |        |               |
| Total                     | Total                                         |        | 100   | 9      | en stagnation |
| Abstentions               |                                               |        |       |        |               |
| Inscrits / participation  |                                               |        |       |        |               |

| Parti                     | Parti                                                               | Voix  | %     | Sièges | +/-           |
| ------------------------- | ------------------------------------------------------------------- | ----- | ----- | ------ | ------------- |
|                           | Action démocratique indépendante (ADI)                              | 8 039 | 42,10 | 6      | 4             |
|                           | Citoyens indépendants pour le développement de Sao Tomé-et-Principe | 6 598 | 34,55 | 5      | Nv.           |
|                           | PCD-MDFM-UDD                                                        | 2 176 | 11,40 | 0      | en stagnation |
|                           | Mouvement social-démocrate – Parti vert de Sao Tomé-et-Principe     | 791   | 4,14  | 0      | Nv.           |
|                           | Parti Force du peuple de Sao Tomé-et-Principe                       | 577   | 3,02  | 0      | Nv.           |
|                           |                                                                     |       |       |        |               |
| Suffrages exprimés        |                                                                     |       |       |        |               |
| Votes blancs et invalides |                                                                     |       |       |        |               |
| Total                     | Total                                                               |       | 100   | 11     | en stagnation |
| Abstentions               |                                                                     |       |       |        |               |
| Inscrits / participation  |                                                                     |       |       |        |               |